# Kusii, Horodnea
Kusii (în ucraineană Кусії) este un sat în comuna Perepîs din raionul Horodnea, regiunea Cernihiv, Ucraina.

## Demografie
Componența lingvistică a localității Kusii
     Ucraineană (97,4%)
     Rusă (1,56%)
     Belarusă (1,04%)
Conform recensământului din 2001, majoritatea populației localității Kusii era vorbitoare de ucraineană (97,4%), existând în minoritate și vorbitori de rusă (1,56%) și belarusă (1,04%).